# Synidotea hirtipes
Synidotea hirtipes is een pissebed uit de familie Idoteidae. De wetenschappelijke naam van de soort is voor het eerst geldig gepubliceerd in 1840 door Henri Milne-Edwards.